# Fritz-Henning Karcher

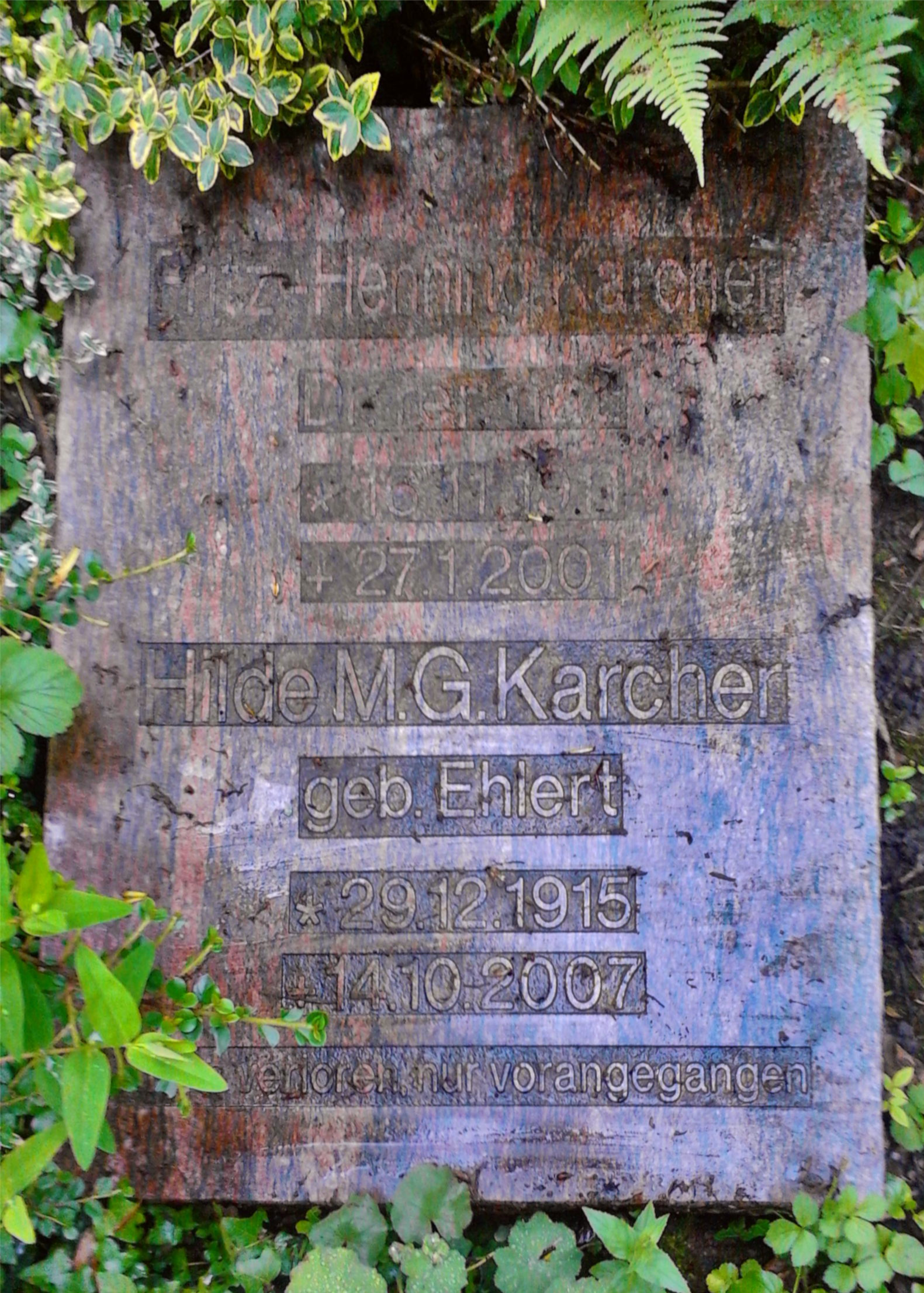
Grabplatte auf dem Privatfriedhof auf dem Reihersberg

Fritz-Henning Karcher (* 16. November 1911 in Kiel; † 27. Januar 2001 in Beckingen) war ein deutscher Unternehmer.

## Werdegang
Karcher studierte an der Universität Königsberg Chemie und Physik und wurde dort 1938 mit einer Dissertation über den Stickstoffhaushalt in ostpreußischen Waldseen zum Dr. rer. nat. promoviert. Am Zweiten Weltkrieg nahm er als Marineoffizier teil.
1948 zog er in das Saarland und wurde Geschäftsführer der Karcher Schraubenwerke seines Onkels Bodo Karcher in Beckingen. Ihm gelang die Anpassung des Unternehmens bei der Angliederung des Saarlands an die Bundesrepublik Deutschland. Nach dem Verkauf des Unternehmens an den luxemburgischen ARBED-Konzern trat er am 30. April 1975 in den Ruhestand. Sein Grab befindet sich auf dem Privatfriedhof der Familie Karcher auf dem Beckinger Reihersberg.

## Ehrungen
- 1972: Großes Verdienstkreuz der Bundesrepublik Deutschland
- 1975: Saarländischer Verdienstorden[3]